# Ralf Pröve

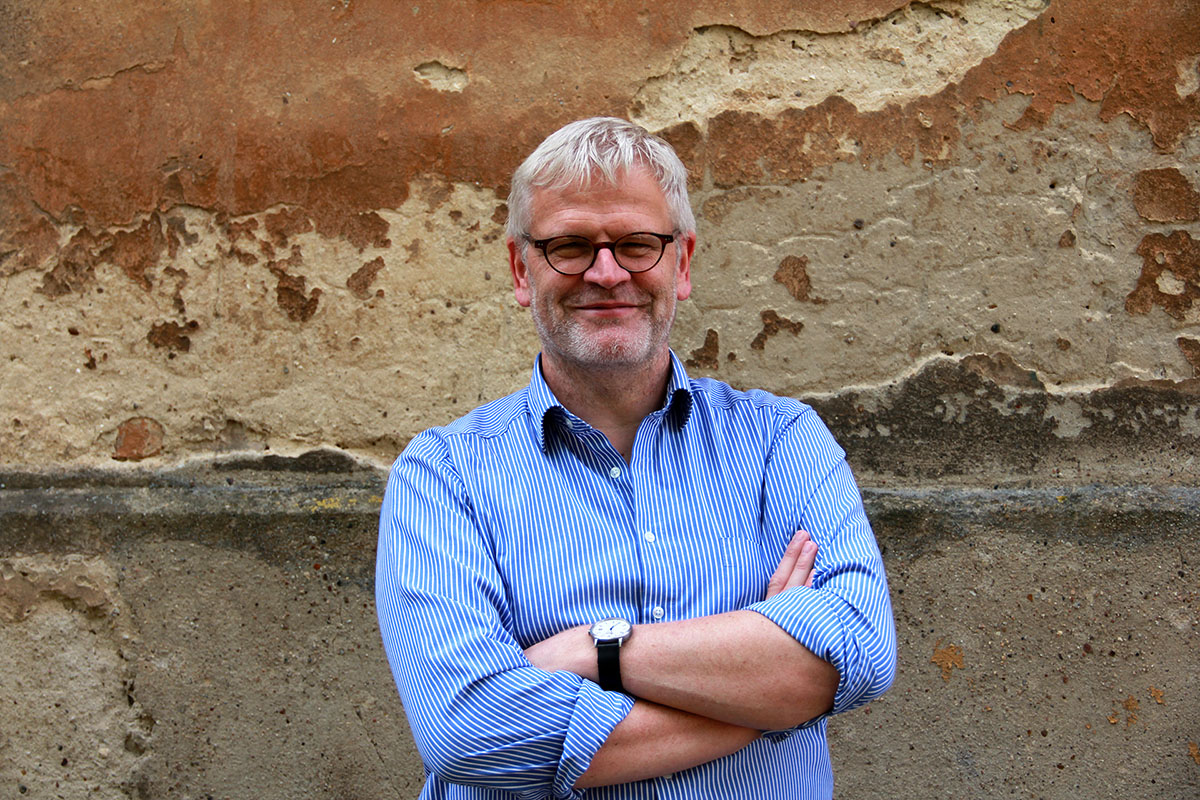
Ralf Pröve 2017

Ralf Pröve (* 4. September 1960 in Celle) ist ein sozialgeschichtlich und kulturanthropologisch arbeitender deutscher Historiker mit dem Schwerpunkt Frühe Neuzeit und 19. Jahrhundert. Seit 2005 ist er außerplanmäßiger Professor für Neuere und Neueste Geschichte an der Universität Potsdam.

## Leben

### Göttinger und Berliner Jahre
Der in Celle geborene Pröve besuchte von 1971 bis 1977 das Gymnasium Eversten in Oldenburg und absolvierte 1980 das Abitur am Christian Gymnasium in Hermannsburg (Landkreis Celle).
Pröve studierte von 1982 bis 1988 Geschichte, Germanistik, Pädagogik und Pädagogische Psychologie an der Georg-August-Universität Göttingen. 1988 arbeitete er als wissenschaftlicher Mitarbeiter ebendort am Seminar für Mittlere und Neuere Geschichte. 1992 wurde er bei Hermann Wellenreuther mit der Dissertation Stehendes Heer und städtische Gesellschaft im 18. Jahrhundert. Göttingen und seine Militärbevölkerung 1713–1756 zum Dr. phil. promoviert.
Von 1992 bis 1998 war er wissenschaftlicher Assistent bei Hartmut Harnisch am Institut für Geschichtswissenschaften der Humboldt-Universität zu Berlin. In dieser Zeit (1996) war er mit dem Potsdamer Militärhistoriker Bernhard R. Kroener auf dem Deutschen Historikertag in München Begründer des Arbeitskreises Militär und Gesellschaft in der Frühen Neuzeit (AMG). Von 2004 bis 2013 war er dessen Vorsitzender (seit 2013 Marian Füssel). 1998 habilitierte er sich an der Philosophischen Fakultät I der HU Berlin mit der Arbeit Stadtgemeindlicher Republikanismus und die ‚Macht des Volkes’. Civile Ordnungsformationen und kommunale Leitbilder politischer Partizipation. Diese wurde von den Historikern Wolfgang Hardtwig, Dieter Langewiesche und Heinz Schilling begutachtet. Danach wirkte er als Privatdozent an der HU Berlin und der Universität Potsdam. 1999 war er Projektleiter am Forschungsinstitut für die Geschichte Preußens in Berlin. Weitere historische Forschungsleitungen übernahm er an der Universität Potsdam (Kultur- und Alltagsgeschichte des Pariser Platzes in Berlin, 1730–1990) und bei der Stiftung Preußischer Kulturbesitz (Sachthematisches Inventar zur Brandenburg-Preußischen Militärgeschichte). 2004 erfolgte seine Umhabilitation an der Universität Potsdam.

### Frühe Potsdamer Jahre
Seit 2005 ist er außerplanmäßiger Professor für Neuere und Neueste Geschichte am Historischen Institut der Universität Potsdam. Bis 2015 war er der Professur „Militärgeschichte und Kulturgeschichte der Gewalt“ zugeordnet, bis er mit dem Arbeitsbereich Sozialgeschichte betraut wurde. Am Historischen Institut der Universität Potsdam nahm er verschiedene Aufgaben wahr, u. a. war er von 2009 bis 2010 geschäftsführender Direktor.
Von 2005 bis 2007 war er an der Konzeption, dem Aufbau und der Organisation des bis dahin innovativen Masterstudiengangs Military Studies – Militärgeschichte / Militärsoziologie an der Universität Potsdam verantwortlich. Ziel des Masterstudiengangs war es, dass die Studierenden in unterschiedlichen Bereichen militärhistorische und militärsoziologische Zusammenhänge erkennen, beurteilen, darstellen und anwenden können.

### Neuere Potsdamer Jahre
Von 2009 bis 2010 war Ralf Pröve für die Konzeption, den Aufbau und die Organisation des Masterstudiengangs Kulturelle Begegnungsräume in der Frühen Neuzeit an der Universität Potsdam verantwortlich. Der vom Frühneuzeitzentrum Potsdam verantwortete interdisziplinär angelegte Masterstudiengang knüpft an die Grundkategorien Kultur, Raum und Begegnung an, die in der aktuellen Forschungsdiskussion zur Frühen Neuzeit einen zentralen Stellenwert einnehmen und als kulturwissenschaftliche Schlüsselbegriffe zu betrachten sind.
Von 2009 bis 2015 war er Sprecher des Frühneuzeitzentrums Potsdam. Sein Nachfolger wurde Iwan-Michelangelo D’Aprile.
Ralf Pröve begann in den 2010er Jahren sich verstärkt mit kulturanthropologischen und sozialkonstruktivistischen Ansätzen auseinanderzusetzen. Diese nahmen schnell Einzug in seine neueren Seminare, Forschungs- und Betreuungsthemen.
Zu seinen thematischen Schwerpunkten zählen:
- Historiographiegeschichte (Sozialstrukturgeschichte, cultural turn)
- Orts- und Landesgeschichte,
- Sozial- und Kulturgeschichte (Performanz, Emotion, Gewalt, Raum, Nahrungsaufnahme)
- Geschichtsphilosophie (Sozialkonstruktivismus, Sprachphilosophie)
- Alltagsgeschichte (Reisen, Stadt, Umwelt, Tier-Mensch-Beziehung, Herrschaft und Kommunikation)
- Praktiken (Re-enactment, Improvisationstheater, Museum, Archivquellenarbeit)
- Militärgeschichte

Seit 2015 ist er verantwortlich für das Arbeitsgebiet Sozialgeschichte des Historischen Institutes der Universität Potsdam.
Pröve veröffentlichte mehrere Bücher und publizierte Fachaufsätze in u. a. Zeitschrift für Geschichtswissenschaft (ZfG), Zeitschrift für historische Forschung (ZHF), Historische Zeitschrift (HZ) und Revue historique des armées (RHA). Außerdem ist er Mitherausgeber der Zeitschrift Militär und Gesellschaft in der Frühen Neuzeit des AMG. Er verfasste über 200 Rezensionen in Zeitschriften und ist Autor von Lexikonartikeln für die Enzyklopädie der Neuzeit. Pröve ist Mitglied der Brandenburgischen Historischen Kommission (BrHiKo).

## Auszeichnungen
- 1993: Alexander-Preis (3. Preis) der Alexander-Stiftung, Göttingen[12] für den Beitrag Der Höckelheimer Tumult vom Jahre 1728 (abgedruckt in der Serie Alexander, Band 3)
- 1994: Werner-Hahlweg-Preis für Militärgeschichte und Wehrwissenschaften (2. Preis) für seine Dissertation Stehendes Heer und städtische Gesellschaft im 18. Jahrhundert von 1992
- 1996: Preis der Stiftung Deutsch-Amerikanisches Akademisches Konzil, Bonn[13]

## Schriften (Auswahl)

### Monografien
- Stehendes Heer und städtische Gesellschaft im 18. Jahrhundert. Göttingen und seine Militärbevölkerung 1713–1756 (= Beiträge zur Militärgeschichte. Band 47). Oldenbourg, München 1995, ISBN 3-486-56060-3.
- mit Holger Th. Gräf: Wege ins Ungewisse. Eine Kulturgeschichte des Reisens 1500–1800. S. Fischer Verlag, Frankfurt am Main 1997, ISBN 3-10-062419-X (Lizenzausgabe, Fischer Taschenbuch, Frankfurt am Main 2001, ISBN 3-596-15081-7).
- Stadtgemeindlicher Republikanismus und „die Macht des Volkes“. Civile Ordnungsformationen und kommunale Leitbilder politischer Partizipation in deutschen Staaten vom Ende des 18. bis zur Mitte des 19. Jahrhunderts (= Veröffentlichungen des Max-Planck-Instituts für Geschichte, 159). Vandenhoeck & Ruprecht, Göttingen 2000, ISBN 3-525-35475-4.[14]
- Pariser Platz 3. Die Geschichte einer Adresse in Deutschland. Nicolai, Berlin 2002, ISBN 3-87584-517-X.
- Militär, Staat und Gesellschaft im 19. Jahrhundert (= Enzyklopädie deutscher Geschichte. Band 77). Oldenbourg, München 2006, ISBN 3-486-57633-X / ISBN 978-3-486-57633-7.[15][16]
- Lebenswelten. Militärische Milieus in der Neuzeit. Gesammelte Abhandlungen (= Herrschaft und soziale Systeme in der frühen Neuzeit. Band 11). Lit, Berlin 2010, ISBN 978-3-643-10768-8.
- mit Rüdiger Bergien: Spießer, Patrioten, Revolutionäre. Militärische Mobilisierung und gesellschaftliche Ordnung in der Neuzeit. V & R Unipress, Göttingen 2010, ISBN 978-3-89971-723-5.
- Militär und Gesellschaft in Preußen. Quellen zur Militärsozialisation 1713–1806. Archivalien im Land Brandenburg. Band 1: Brandenburgisches Landeshauptarchiv (1. Hälfte) (= Quellen, Findbücher und Inventare des Brandenburgischen Landesarchivs, Band 26). Frankfurt am Main 2014, ISBN 978-3-631-62716-7.
- Militär und Gesellschaft in Preußen. Quellen zur Militärsozialisation 1713–1806. Archivalien im Land Brandenburg. Band 2: Brandenburgisches Landeshauptarchiv (2. Hälfte) (= Quellen, Findbücher und Inventare des Brandenburgischen Landesarchivs, Band 27). Frankfurt am Main 2014, ISBN 978-3-631-62717-4.
- Militär und Gesellschaft in Preußen. Quellen zur Militärsozialisation 1713–1806. Archivalien im Land Brandenburg. Band 3: Kirchliche, kommunale und sonstige Archive, Sachsystematik und Indices (= Quellen, Findbücher und Inventare des Brandenburgischen Landesarchivs, Band 28). Frankfurt am Main 2014, ISBN 978-3-631-62718-1.
- Militär und Gesellschaft in Preußen. Quellen zur Militärsozialisation 1713–1806. Archivalien in Berlin, Dessau und Leipzig. Teil I, Band 1: Geheimes Staatsarchiv Preußischer Kulturbesitz (1. Hälfte) (= Veröffentlichungen aus den Archiven Preußischer Kulturbesitz, Arbeitsberichte. Band 15,1). Berlin 2015, ISBN 978-3-923579-22-8.
- Militär und Gesellschaft in Preußen. Quellen zur Militärsozialisation 1713–1806. Archivalien in Berlin, Dessau und Leipzig. Teil I, Band 2: Geheimes Staatsarchiv Preußischer Kulturbesitz (2. Hälfte) (= Veröffentlichungen aus den Archiven Preußischer Kulturbesitz, Arbeitsberichte. Band 15,2). Berlin 2015, ISBN 978-3-923579-22-8.
- Militär und Gesellschaft in Preußen. Quellen zur Militärsozialisation 1713–1806. Archivalien in Berlin, Dessau und Leipzig. Teil II: Weitere Archive, Bibliotheken und Museen in Berlin, Dessau und Leipzig (= Veröffentlichungen aus den Archiven Preußischer Kulturbesitz, Arbeitsberichte. Band 15,3). Berlin 2015, ISBN 978-3-923579-22-8.
- Militär und Gesellschaft in Preußen. Quellen zur Militärsozialisation 1713–1806. Archivalien in Berlin, Dessau und Leipzig. Teil III: Indices und Systematiken (= Veröffentlichungen aus den Archiven Preußischer Kulturbesitz, Arbeitsberichte. Band 15,4). Berlin 2015, ISBN 978-3-923579-22-8.

### Herausgeberschaften
- Klio in Uniform? Probleme und Perspektiven einer modernen Militärgeschichte der frühen Neuzeit. Böhlau, Köln 1997, ISBN 3-412-01397-8.
- mit Karen Hagemann: Landsknechte, Soldatenfrauen und Nationalkrieger. Militär, Krieg und Geschlechterordnung im historischen Wandel (= Geschichte und Geschlechter, Band 26). Frankfurt am Main 1998, ISBN 3-593-36101-9.[17]
- mit Bernd Kölling: Leben und Arbeiten auf märkischem Sand. Wege in die Gesellschaftsgeschichte Brandenburgs 1700–1914. Verlag für Regionalgeschichte, Bielefeld 1999, ISBN 3-89534-236-X.
- mit Norbert Winnige: Wissen ist Macht. Herrschaft und Kommunikation in Brandenburg-Preußen 1600–1850 (= Schriftenreihe des Forschungsinstituts für die Geschichte Preußens. Band 2). Berlin Verlag Arno Spitz, Berlin 2001, ISBN 3-8305-0239-7.[18]
- mit Markus Meumann: Herrschaft in der Frühen Neuzeit. Umrisse eines dynamisch-kommunikativen Prozesses. (= Herrschaft und soziale Systeme in der Frühen Neuzeit, Band 2). Münster 2004, ISBN 3-8258-6000-0.[19]
- mit Bruno Thoß: Bernhard R. Kroener. Kriegerische Gewalt und militärische Präsenz in der Neuzeit. Ausgewählte Schriften. Im Auftrag des Militärgeschichtlichen Forschungsamtes, Schöningh, Paderborn 2008, ISBN 978-3-506-76548-2.
- mit Rüdiger Bergien: „Spießer“, Patrioten, Revolutionäre. Militärische Mobilisierung und gesellschaftliche Ordnung in der Neuzeit. V & R Unipress,  Göttingen 2010, ISBN 978-3-89971-723-5.
- mit Carmen Winkel: Übergänge schaffen. Ritual und Performanz in der frühneuzeitlichen Militärgesellschaft. (= Herrschaft und soziale Systeme in der frühen Neuzeit. Band 16). V & R Unipress, Göttingen 2012, ISBN 978-3-8471-0023-2.[20]
- Herrschaft und soziale Systeme in der Frühen Neuzeit (Mitherausgeber im Auftrag des AMG, bis 2011 LIT-Verlag, ab 2012 V&R unipress)[21]
- Schriften des Frühneuzeitzentrums Potsdam (Mitherausgeber, seit 2011, V&R unipress)[22]

### Interviews
- Mario Kaun: Interview mit dem Potsdamer Historiker Prof. Dr. Ralf Pröve zum Thema „Absolutismus“. In: Dagmar Klose, Marco Ladewig (Hrsg.): Die Herausbildung moderner Strukturen in Gesellschaft und Staat der Frühen Neuzeit. (= Perspektiven historischen Denkens und Lernens. Band 5). Universitätsverlag, Potsdam 2010, ISBN 978-3-86956-013-7, S. 69 ff.
- Gerda Henkel Stiftung: „Von der Illusion einer objektiven Vergangenheitsbetrachtung lösen“. Interview mit Ralf Pröve und Sebastian Ernst über die Subjektivität historischen Erzählens, 02.07.2024.
- Gerda Henkel Stiftung: „Die Trennung von Ratio und Emotio halten wir für einen Selbstbetrug“. Interview mit Ralf Pröve und Sebastian Ernst über Emotionen in Forschung und Lehre, 11.03.2025.